# 末道康之
末道 康之（すえみち やすゆき、1964年 - ）は、日本の法学者。南山大学法学部教授。専門はフランス法。

## 略歴
兵庫県姫路市出身。
1986年慶應義塾大学法学部法律学科卒業。1995年同大学院法学研究科後期博士課程単位取得満期退学。1998年、博士（法学）（慶應義塾大学）の学位を取得。
清和大学助教授、南山大学助教授などを経て、2007年より現職。

## 著書

### 単著
- 『フランス刑法における未遂犯論』（成文堂, 1998年）
- 『フランス刑法の現状と欧州刑法の展望』（成文堂, 2012年）

### 分担執筆
- （浅田和茂, 井田良）『新基本法コンメンタール 刑法』（日本評論社, 2012年）
- （川端博, 浅田和茂, 山口厚, 井田良）『理論刑法学の探究 7』（成文堂, 2014年）
- （川端博, 浅田和茂, 山口厚, 井田良）『理論刑法学の探究 9』（成文堂, 2016年）